# Pratika
Pratika (latinsko practica, grško πρακτικη 
praktikē) je prevzeta beseda, ki navadno pomeni ilustrirano knjigo manjšega formata s koledarskimi podatki in vremenskimi napovedmi za vse dni v letu.

## Razvoj besede
Beseda je prek lat. besede practica izposojena iz grške besede praktikē v pomenu besede uporabna znanost, le ta pa je izpeljana iz grške besede πρακτικος praktikós v pomenu spreten, praktičen. Beseda pratika je na Slovenskem v uporabi od 16. stol in je prevzeta iz staronemške besede Praktik ali italijanske besede pratica, to je dodatek h koledarju, ki poleg vremenskih napovedi navadno v obliki pregovorov, vsebuje še razne nasvete glede kmečkih opravil, zdravljenja in podobno.